# Janet Evans
Janet Beth Evans (Placentia (Californië), 28 augustus 1971) is voormalig internationaal topzwemster uit de Verenigde Staten, die in haar carrière vier gouden medailles won bij de Olympische Spelen.
Evans was eind jaren tachtig, begin jaren negentig van de 20e eeuw de ongekroonde koningin op de vrije slag. Haar grote kracht was gelegen in haar onorthodoxe en asymmetrische slagenrepertoire en haar fysieke gestel: rank en slank. Evans won drie wereldtitels (1991 en 1994) op de langebaan (50 meter), vestigde meerdere wereldrecords en werd in 2001 opgenomen in de International Swimming Hall of Fame. Haar laatste internationale optreden was bij de Olympische Spelen van 1996 in Atlanta.

## Internationale toernooien
| Jaar | Olympische Spelen                                        | WK langebaan                                             | WK kortebaan                                          | PanPacs                                                                      | Pan-Ams       |
| ---- | -------------------------------------------------------- | -------------------------------------------------------- | ----------------------------------------------------- | ---------------------------------------------------------------------------- | ------------- |
| 1988 | 400 meter vrije slag · 800m vrije slag · 400m wisselslag |                                                          |                                                       |                                                                              |               |
| 1989 |                                                          |                                                          |                                                       | 400 meter vrije slag · 800m vrije slag · 400m wisselslag · 4x200m vrije slag |               |
| 1990 |                                                          |                                                          |                                                       |                                                                              |               |
| 1991 |                                                          | 200m vrije slag · 400m vrije slag · 800m vrije slag      |                                                       | 200m vrije slag · 400m vrije slag · 800m vrije slag · 4x200m vrije slag      | geen deelname |
| 1992 | 400 meter vrije slag · 800m vrije slag                   |                                                          |                                                       |                                                                              |               |
| 1993 |                                                          |                                                          | 400m vrije slag · 800m vrije slag · 4x200m vrije slag | 400m vrije slag · 800m vrije slag · 4x200m vrije slag                        |               |
| 1994 |                                                          | 5e 400m vrije slag · 800m vrije slag · 4x200m vrije slag |                                                       |                                                                              |               |
| 1995 |                                                          |                                                          | geen deelname                                         | geen deelname                                                                | geen deelname |
| 1996 | 17e 400 meter vrije slag 6e 800m vrije slag              |                                                          |                                                       |                                                                              |               |